# Igor Pomerantsev
Igor Jakovlevitj Pomerantsev (ryska: Игорь Яковлевич Померанцев), född 11 januari 1948 i Saratov i Ryska SFSR i Sovjetunionen (nu Ryssland), är en poet och journalist, främst känd från Radio Liberty.
Han växte upp i Transbajkal i Sibirien och i Tjernivtsi i sydvästra Ukrainska SSR (nu Ukraina). Han studerade filologi och pedagogik vid romano-germanska fakulteten av Tjernivtsis universitet. Han arbetade som skollärare i ukrainska Karpaterna och teknisk översättare i Kiev.
Hans dikter publicerades första gången 1972 i Moskva-tidskriften Smena (namnet betyder förändring). Han stod i förbindelse med ukrainska medborgarrättsrörelsen och blev 1976 häktad av hemliga polisen KGB, anklagad för att inneha och sprida politisk litteratur, lyssna på fientliga radioutsändningar och för att ha haft kontakt med utlänningar. 
År 1977 uppmanades han att utvandra. 
År 1978 flyttade han med sin fru och 10 månader gamla son till Västtyskland och 1979 vidare till London.
I London arbetade han för BBC:s ryskspråkiga utsändningar. År 1987 flyttade han till München i Tyskland och blev producent för Radio Liberty. Han bor sedan 1995 i Prag.
Vid sidan av poesi och journalistik, har han även författat flera radioteaterpjäser.
Hans son Peter Pomerantsev är också verksam som journalist.